# Oberflächenexpositionsdatierung

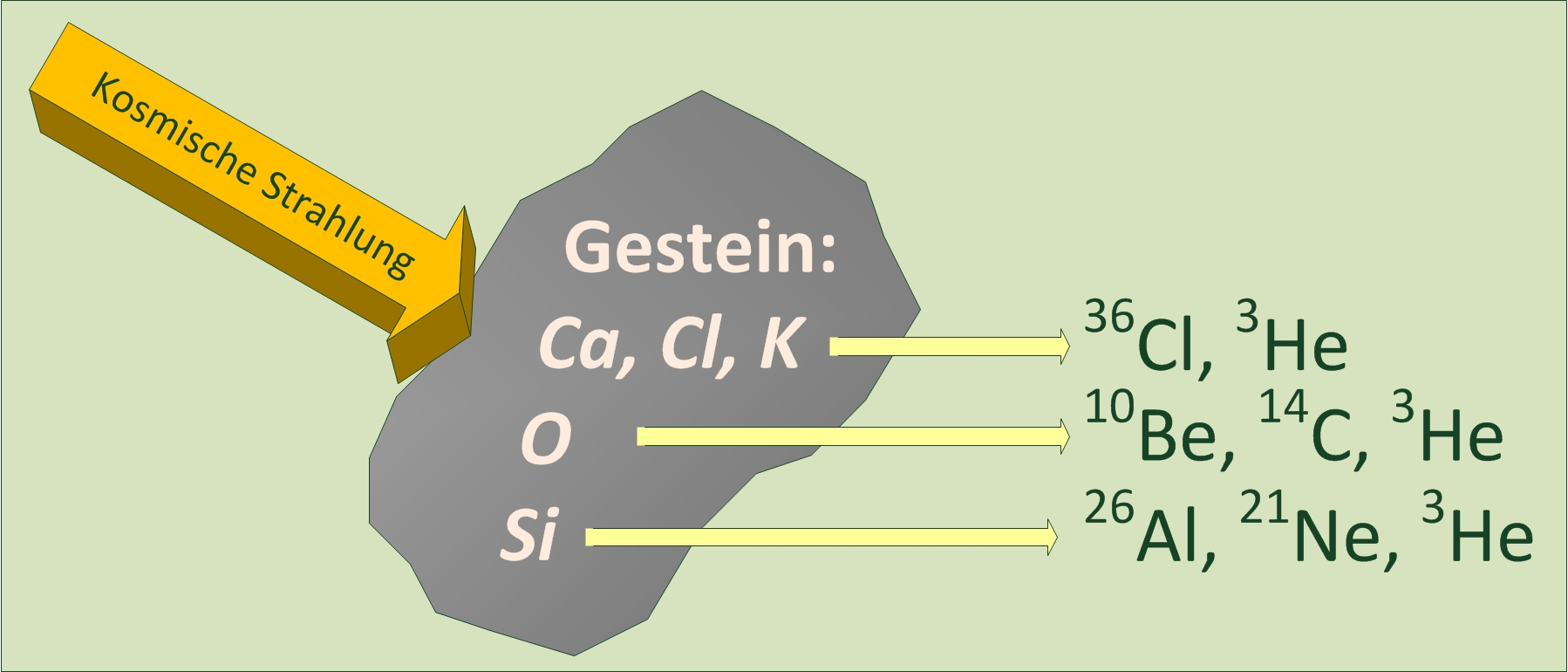
Entstehung von Radionukliden durch kosmische Strahlung an Gesteinoberflächen

Die Oberflächenexpositionsdatierung, auch bekannt als TCN-Datierung (Terrestrial Cosmogenic Nuklides) und unter ihrer englischen Bezeichnung Surface Exposure Dating, ist eine geochronologische Methode zur Erforschung von Landschaftsentwicklungen und Prozessen an der Erdoberfläche. Sie wird beispielsweise genutzt zur Altersbestimmung von Lavaströmen, Meteoriteneinschlägen, Rutschungen, Erosionsprozessen und Gletscherbewegungen.
Im Vergleich zu anderen Methoden der Geochronologie, die eine absolute Altersbestimmung ermöglichen, wird mit Hilfe von quantitativ bestimmten Radionukliden eruiert, wann ein Gestein oder eine Gesteinsoberfläche das erste oder letzte Mal oder für welche Zeitdauer kosmischer Höhenstrahlung an oder nahe der Erdoberfläche ausgesetzt war und der Zeitraum unter bestimmten Annahmen berechnet.
Im Fall der Untersuchung von prähistorischen Gletscherbewegungen kann, nachdem ein Gletscher die Gesteinsoberfläche freigegeben hat, bestimmt werden, wie lange die neue Oberfläche der kosmischen Strahlung ausgesetzt war, also seit wann der Gletscher sich zurückgezogen hat.

## Grundlage
Durch die Bestimmung der Konzentrationen von kosmogenen Radionukliden (z. B. 10Be, 26Al, 36Cl) in Oberflächengesteinen wird ermittelt, wie lange die untersuchte Oberfläche der kosmischen Strahlung ausgesetzt war. Damit können im einfachsten Fall ein Mindestexpositionsalter oder bei geeigneten Messkombinationen das Expositionsalter, also die Dauer der Exposition, und die Erosionsrate bestimmt werden.
Der maximale Zeitraum, der mit Expositionsdatierungen abgedeckt werden kann, beträgt ca. 3 Halbwertszeiten des untersuchten Radionuklids, das bedeutet für die Aluminium-Beryllium-Methode und Chlor-Methode eine ungefähre maximale Reichweite von 4,5 Millionen Jahren. Für stabile Edelgase gibt es keinen Maximalzeitraum; so können bei geologisch außerordentlich stabilen Landschaften Expositionsalter von mehreren 10 Ma bestimmt werden (z. B. Atacama-Wüste, Antarktis).

## Aluminium-Beryllium-Methode

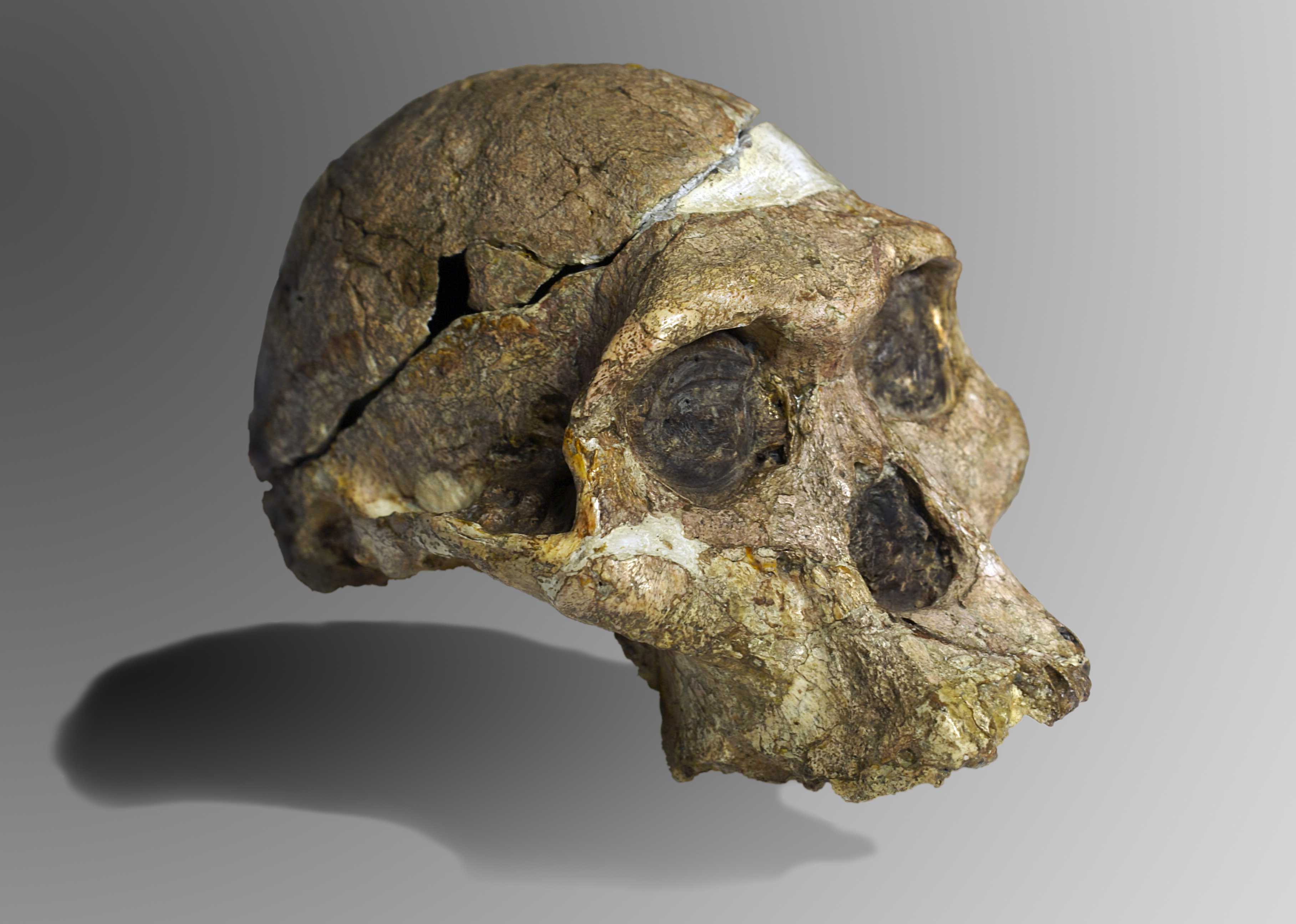
Mit der Aluminium-Beryllium-Methode datierter Schädel von „Mrs. Ples“ (Australopithecus africanus) aus Sterkfontein/Südafrika

Die Altersbestimmung über das Aluminiumisotop 26Al und das Berylliumisotop 10Be im Mineral Quarz basiert auf dem (bekannten) Verhältnis von 26Al und 10Be, die beide durch kosmische Strahlung (Neutronen-Spallation, Myonen-Einfang) an der Oberfläche von Steinen/Mineralen entstehen. Das Verhältnis ist abhängig u. a. von der Höhenlage, der geomagnetischen Breite, der Strahlungsgeometrie und einer möglichen Schwächung der Strahlung durch Abschirmungen (Verbringung, Bedeckung). Die spezifischen Strahlungsbedingungen und damit das Verhältnis von 26Al zu 10Be müssen vor der Altersbestimmung festgelegt bzw. abgeschätzt werden können.
Ab dem Zeitpunkt, zu dem das in Frage kommende Material vor der kosmischen Strahlung abgeschirmt wurde (z. B. durch Einlagern in eine Höhle), nimmt der Anteil der beiden Radionuklide durch radioaktiven Zerfall unterschiedlich schnell ab, sodass sich aus dem Verhältnis dieser Radionuklide zum Zeitpunkt der Untersuchung und dem angenommenen (bekannten) Gleichgewichtsverhältnis unter Bestrahlung und Kenntnis der jeweiligen Halbwertszeiten (siehe auch Nuklidkarte) das Alter abschätzen lässt.
Diese Methode wurde auch zur Bestimmung des Alters von fossilen Hominiden-Knochen aus Sterkfontein genutzt. Allerdings können die Knochen nicht direkt untersucht werden, sondern es werden die sie umgebenden Quarz enthaltenden Sedimente herangezogen.
10Be wurde auch genutzt, um den endgültigen Rückzug der eiszeitlichen Gletscher in Mecklenburg-Vorpommern in der Weichselkaltzeit vor etwa 14.000 bis 15.000 Jahren zeitlich zu bestimmen.

## Chlor-Methode

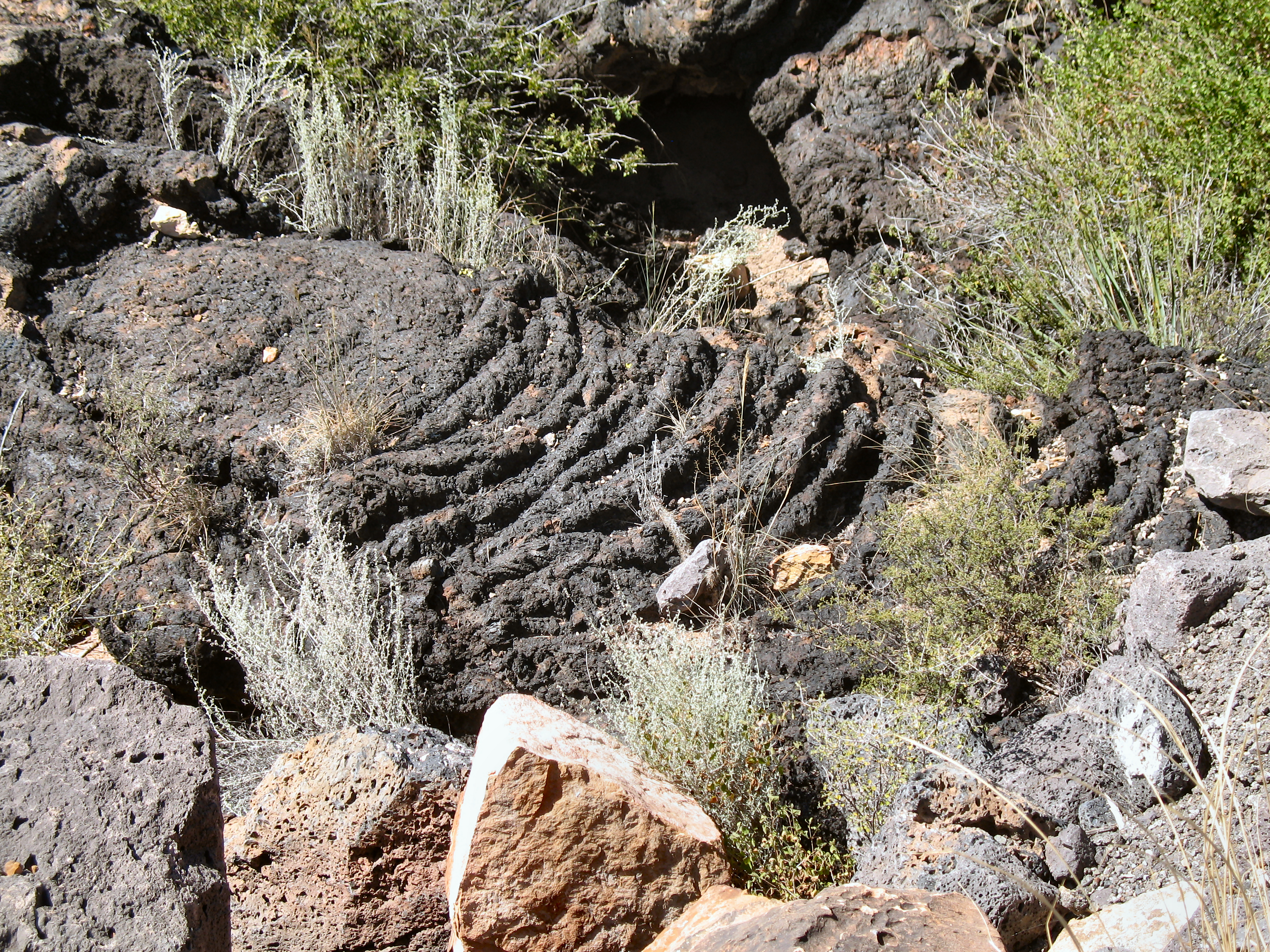
Mit der Chlor-Methode datierter Lavafluss westlich von Carrizozo/New Mexico, USA

Die Nutzbarkeit des Chlorisotops 36Cl basiert darauf, dass 36Cl nahezu vollständig durch die Einwirkung kosmischer Strahlung auf die Gesteinsoberfläche entsteht. Der Hauptbildungsprozesse sind die Spallation von 39K und 40Ca und die Aktivierung von 35Cl durch thermische Neutronen.
Ausgehend von einem Ausgangsverhältnis von 36Cl zu stabilem Cl zu Beginn der Exposition des Gesteins an der Erdoberfläche wird unter Berücksichtigung der Halbwertzeit des 36Cl aus dem real vorhandenen Verhältnis der beiden Chlor-Isotope zurückgerechnet.
Auch die Anwendbarkeit der Chlor-Methode ist abhängig von der Genauigkeit der Bestimmung des Ausgangsverhältnisses der beiden Isotope. U. a. Höhenlage und die geographische Breite sind dabei zu berücksichtigen.
Altersbestimmungen von jungen vulkanischen Gesteinen von mehreren hundert bis zu mehreren Millionen Jahren sind möglich. So wurde beispielsweise das Alter eines Lavastroms in New Mexico auf 5.200 Jahre datiert.

## Randbedingungen
Damit eine Datierung plausible Ergebnisse liefert, muss sichergestellt werden, dass die untersuchte Oberfläche nicht signifikant durch Erosion modifiziert wurde und nicht durch zwischenzeitliche Bedeckung (Schnee, Bodenbildung etc.) dem direkten Einfluss der kosmischen Strahlung (teilweise) entzogen wurde, oder die Erosionsrate und Phasen zwischenzeitlicher Bedeckung müssen durch unabhängige Beobachtungen bekannt sein.